# Magellan (Film)
Magellan ist ein US-amerikanisch-australischer Science-Fiction-Film aus dem Jahr 2017.

## Handlung

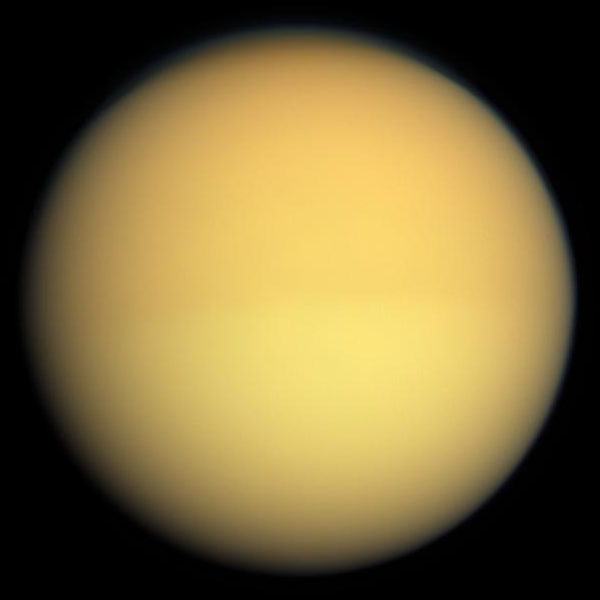
1. Missionsziel: Titan
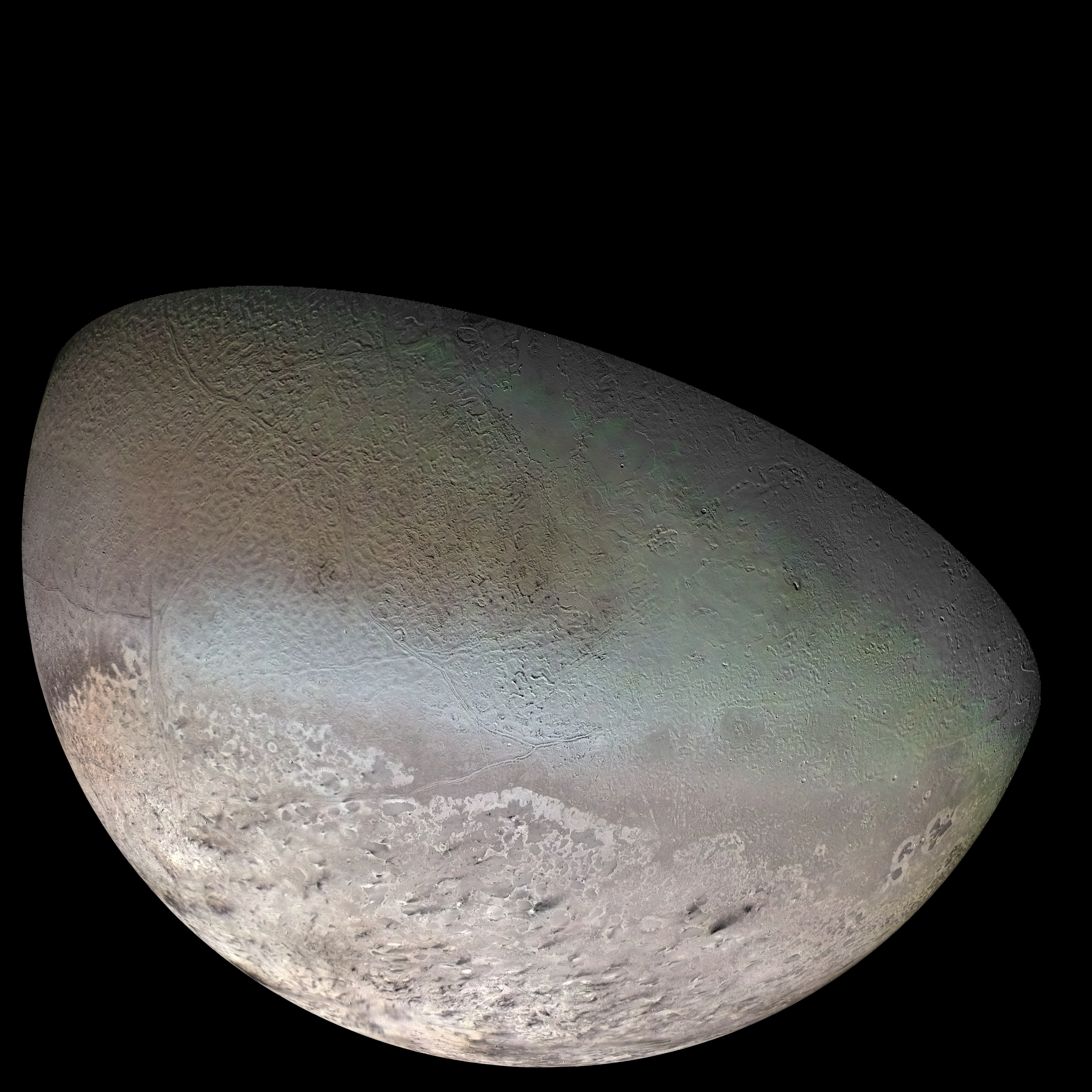
2. Missionsziel: Triton
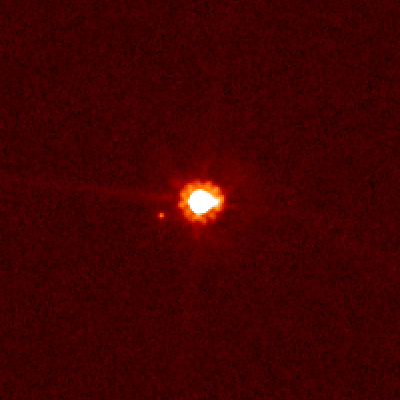
3. Missionsziel: Eris

Drei mysteriöse Radiosignale von verschiedenen Himmelskörpern innerhalb des Sonnensystems erregen die Aufmerksamkeit der NASA. Auf der Suche nach intelligentem Leben begibt sich der Astronaut Roger Nelson mit dem Raumschiff Magellan auf eine zehnjährige Mission, die ihn zuerst zum Saturnmond Titan führt. Als er mit der Raumfähre X-57 auf der Oberfläche gelandet ist, findet er dort in einem Methansee den ersten Transmitter: ein Artefakt, in Form einer ungefähr tennisballgroßen transparenten Kugel (Sphäre), von welcher das erste Radiosignal stammt. Danach führt ihn seine Mission zum Triton, dem größten Mond des Neptun. Hier findet Nelson in einem Einschlagkrater das zweite Artefakt, eine genau gleich aussehende Sphäre. Auf der vorerst letzten Station seiner interplanetaren Reise, dem Zwergplaneten Eris, findet er schließlich den dritten Transmitter, ebenfalls eine gleichgroße Sphäre. Am Fundort nimmt Nelson außerdem eine Probe einer schlammartigen Substanz, in der die Kugel eingebettet war.
Der Schiffscomputer an Bord des Raumschiffs führt eine Analyse der Probe im Reagenzglas aus; dabei wird unter anderem Desoxyribose entdeckt, was intelligentes Leben voraussetzt. Bei Berührung der Sphären geben diese ein Lichtsignal sowie einen bestimmten Ton aus; außerdem lösen sie Visionen bei Menschen aus. Als Nelson alle drei Kugeln in die Hand nimmt, ertönt ein Dur-Dreiklang. Wiederum hat er Visionen, aber diesmal werden zusätzlich Funksignale aus verschiedenen Quellen der Milchstraße empfangen, darunter ein viertes Radiosignal von einem Objekt in der Oortschen Wolke. Der Bordcomputer Ferdinand analysiert die ersten 1000 Datensätze der Funkquelle. Der Astronaut Roger Nelson beschließt entgegen seinem Befehl von der NASA, zurück zur Erde zu fliegen, stattdessen dem Radiosignal in der Oortschen Wolke zu folgen. In seiner letzten Videobotschaft an seine Frau entbindet er sie von all ihren Pflichten ihm gegenüber. Nelson weist den Computer an, seinem Befehl als Kommandant einer neuen Mission Folge zu leisten und das Raumschiff in Richtung Oortsche Wolke zu steuern. Der Astronaut begibt sich daraufhin in den Kälteschlaf, da die Reise mehr als 38 Jahre dauern wird.

## Kritik
„Nachdenkliches Science-Fiction-Drama mit wenigen Charakteren und deutlichen Anleihen bei Vorbildern wie ‚2001 – Odyssee im Weltraum‘. Das sichtlich geringe Budget führt zu großen Qualitätsschwankungen, doch erweist sich der Film in seinen existenziellen Fragestellungen als durchaus ernsthaft.“